# Guadalupe Nuevo Tenochtitlán
Guadalupe Nuevo Tenochtitlán är en ort i Mexiko.   Den ligger i kommunen Putla Villa de Guerrero och delstaten Oaxaca, i den sydöstra delen av landet, 300 km söder om huvudstaden Mexico City. Guadalupe Nuevo Tenochtitlán ligger 810 meter över havet och antalet invånare är 439.
Terrängen runt Guadalupe Nuevo Tenochtitlán är kuperad åt sydväst, men åt nordost är den bergig. Runt Guadalupe Nuevo Tenochtitlán är det ganska glesbefolkat, med 32 invånare per kvadratkilometer. Närmaste större samhälle är Putla Villa de Guerrero, 7,2 km väster om Guadalupe Nuevo Tenochtitlán. I omgivningarna runt Guadalupe Nuevo Tenochtitlán växer huvudsakligen savannskog.